# Большелихачевский
Большелихачевский (ранее назывался Лихачёво)— участок (населённый пункт) в Зиминском районе Иркутской области России. Входит в Филипповское муниципальное образование.

## География
Находится примерно в 34 км к западу от районного центра.

## История
В конце 1980-х-начале 1990-х населённый пункт был признан неперспективным и практически полностью опустел. В 1991 году на его территории было открыто крестьянско-фермерское хозяйство.
На 2015 год участка Большелихачевский как населенного пункта не существует, в документах упоминается как фермерское хозяйство в урочище Лихачёво.

## Население
| 2002 | 2010 | 2011 | 2012 |
| ---- | ---- | ---- | ---- |
| 9    | ↗13  | →13  | ↘12  |

По данным Всероссийской переписи в 2010 году в населённом пункте проживало 13 человек (6 мужчин и 7 женщин).